# زانکلودون
زانکلودون (نام علمی: Zanclodon) نام یک سرده از رده خزندگان است.